# Aléxis Mitrópoulos
Aléxis Mitrópoulos (grec moderne : Αλέξης Μητρόπουλος), né le 23 juillet 1952 à Pirgos Elias, est un économiste et homme politique grec. Il est membre du parti SYRIZA.

## Biographie

### Carrière professionnelle
Il enseigne le droit du travail à l'université d'Athènes.

### Engagement politique
Il préside l'Association pour la défense de l'emploi et de l'État-providence.
En 2012, il est chargé de la réforme administrative dans le cabinet fantôme (« σκιώδης κυβέρνηση ») du parti.
Aux élections législatives grecques de janvier 2015, il est élu député au Parlement hellénique sur la liste de la SYRIZA dans la circonscription de l'Attique. Il est élu premier vice-président du Parlement pour la XVIe législature le 6 février, avec 229 votes pour, 52 votes blancs et 1 vote nul.